# Hatkî, Sambir
Hatkî (în ucraineană Хатки) este un sat în comuna Ralivka din raionul Sambir, regiunea Liov, Ucraina.

## Demografie
Componența lingvistică a localității Hatkî
     Ucraineană (100%)
Conform recensământului din 2001, toată populația localității Hatkî era vorbitoare de ucraineană (100%).